# Културна награда на немските масони
„Международната културна награда на немските масони“ (на немски: Kulturpreis der deutschen Freimaurer) е учредена през 1966 г. като литературна награда, а от 1980 г. се раздава като културна награда.
Отличието е на стойност 10 000 € и се присъжда като „признание за художествена дейност, която съответства на масонските идеи за толерантност, свобода и братство“.

## Носители на наградата (подбор)
- Ерих Кестнер (1968)
- Зигфрид Ленц (1970)
- Голо Ман (1972)
- Петер Хухел (1974)
- Йоханес Марио Зимел (1981)
- Йехуди Менухин (1982)
- Лев Копелев (1983)
- Райнер Кунце (1993)
- Гидон Кремер (2009)
- Курт Мазур (2012)
- Уве Телкамп (2017)[2]